# Holocén Természetvédelmi Egyesület
A Holocén Természetvédelmi Egyesület egy miskolci székhelyű országos hatáskörű természetvédelmi egyesület, amely hazánk első természetvédelmi egyesülete.

## Rövid története
1979-ben jött létre Miskolcon a Bükki Nemzeti Park Baráti Köre, amely 1981. december 13-án átalakult Borsod-Abaúj-Zemplén Megyei Természetvédelmi Egyesületté, mint hazánk első, országos hatáskörű természetvédelmi egyesülete. A HOLOCÉN nevet 1984-ben vette fel.
Az egyesületet 1998-ban nyilvánította kiemelkedően közhasznú szervezetté a Borsod-Abaúj-Zemplén Megyei Bíróság.

## Céljai
A Holocén Természetvédelmi Egyesület célja, hogy elősegítse Magyarország természeti értékeinek ismerői, barátai, szakemberei bevonásával a természeti állapot megismerését annak védelme, fenntarthatósága érdekében. Ezért elméleti és gyakorlati, ökológiai, valamint környezeti kutatásokat terveznek, irányítanak, végeznek. Célja továbbá kapcsolatok kialakítása a természetvédelemmel, vidékfejlesztéssel, fenntartható fejlődéssel foglalkozó hazai és külföldi csoportokkal, intézményekkel, kormányzati és nem kormányzati szervezetekkel. Az ökológiai szemléletet terjeszti rendezvényeken és írásos anyagokban. Az egyesület támogatja a hasonló célokkal létrejött civil szervezeteket minden, az egyesület rendelkezésére álló eszközzel. Fontos célnak tartják minden korosztály, főleg a fiatalság környezettudatosságra történő nevelését.
A természetvédelem fogalmán az egyesület nem csak a védett természeti értékek védelmét érti. Ez kiterjed az egész természetre, a természeti erőforrások megőrzésére, tartamos használatára és fejlesztésére, magába foglalja az ember-társadalom-természet viszonyát és annak szabályait.

## Országos, nemzetközi folyamatokban való részvétel
Az egyesület alapító tagja a Magyar Természetvédők Szövetségének, a Kelet- és Közép-Európai Munkacsoport a Biodiverzitás Megőrzéséért nemzetközi szervezetnek és a 13 Duna-menti országot összefogó Duna Környezetvédelmi Fórumnak.
Tagot, képviselőt delegált a Magyar Televízió, a Magyar Rádió és a Duna Televízió Kuratóriumaiba, az Agrár Kerekasztal, a Nemzeti Környezetvédelmi Program Tematikus Akcióprogram bizottságaiba, a Vízügyi Keretirányelv Magyarországi Megvalósítását Irányító Tárcaközi Bizottságba.
Az egyesület vezetője az Nemzeti Civil Alapprogram (NCA) Civil Önszerveződés Szakmai és Területi Együttműködés Kollégiumának elnöke.
Az egyesület részt vesz továbbá a nemzetközi környezetvédelemmel kapcsolatos versenyeken is, amelyeken szép eredményeket hoz el. 2006-ban a mályi gyerekek 1. helyezést hozták el a Duna Környezetvédelmi Fórum által szervezett nemzetközi művészeti pályázaton. 2009-ben 4. helyezett lett az egyesület által támogatott Naturedoctors csapat a Volvo Adventure Nemzetközi Környezetvédelmi Versenyen, amely a világ legrangosabb versenye ezen területen.

## Partnerei
| Egyesület/Szervezet/Intézmény                                    | Székhely          | Ország       |
| ---------------------------------------------------------------- | ----------------- | ------------ |
| Zöld Eszék (Green Osijek)                                        | Eszék             | Horvátország |
| SILVANUS Ökológiai Egyesület                                     | Kalotaszentkirály | Románia      |
| SOSNA Egyesület                                                  | Zvonárska         | Szlovákia    |
| Föld Barátai (Friends of the Earth)                              | Amszterdam        | Hollandia    |
| Caroma Nord Egyesület                                            |                   | Moldova      |
| Erdélyi Kárpát Egyesület                                         | Szatmárnémeti     | Románia      |
| Magyar Természetvédők Szövetsége                                 | Budapest          | Magyarország |
| Ökológiai Intézet a Fenntartható Fejlődésért                     | Miskolc           | Magyarország |
| Avasi Gimnázium                                                  | Miskolc           | Magyarország |
| Zöld Akció Egyesület                                             | Miskolc           | Magyarország |
| Ökorello Alapítvány                                              | Miskolc           | Magyarország |
| Városi Környezeti Nevelési Központ                               | Miskolc           | Magyarország |
| DIALÓG a Közösségekért Közhasznú Egyesület                       | Miskolc           | Magyarország |
| Baja Ifjúsági Természetvédelmi Egyesület                         | Baja              | Magyarország |
| Duna Környezetvédelmi Fórum (DEF)                                | Baja              | Magyarország |
| Bükki Nemzeti Park Igazgatósága                                  | Eger              | Magyarország |
| Aggteleki Nemzeti Park Igazgatósága                              | Jósvafő           | Magyarország |
| Közép-és Kelet-Európai Munkacsoport a Biodiverzitás Megőrzéséért | Budapest          | Magyarország |
| Zemplén Televízió Kht.                                           | Sátoraljaújhely   | Magyarország |